# فضيحة صحفية
الفضائح الصحفية (بالإنجليزية: Journalistic scandal)‏ هي فضائح عامة تنشأ عن حوادث تم فيها انتهاك هذه المعايير بشكل كبير في نظر بعض الأطراف. في معظم الفضائح الصحفية، تحدث أفعال متعمدة أو عرضية تتعارض مع أخلاقيات ومعايير الصحافة المقبولة عمومًا، أو تنتهك بطريقة أخرى المهمة "المثالية" للصحافة، المتمثلة في نقل الأحداث والقضايا الإخبارية بدقة ونزاهة.
بصفتهم الوجه الاستقصائي والإبلاغي لوسائل الإعلام، يُطلب من الصحفيين عادةً اتباع معايير صحفية مختلفة. وقد تكون هذه التوقعات مكتوبة ومقننة أو عرفية. تتضمن المعايير النموذجية إشارات إلى الصدق، وتجنب التحيز الصحفي، وإظهار المسؤولية، وتحقيق توازن مناسب بين الخصوصية والمصلحة العامة، وتجنب تضارب المصالح المالية أو الرومانسية، واختيار الوسائل الأخلاقية للحصول على المعلومات. قد تختلف العقوبات، ولكن من المعروف أنها تشمل إعادة التعيين إلى وظائف أخرى في نفس الشركة.

## الخصائص المشتركة
تشمل الفضائح الصحفية: الانتحال وإلتلفيق وإغفال المعلومات؛ الأنشطة التي تنتهك القانون، أو تنتهك القواعد الأخلاقية؛ تغيير أو تنظيم حدث يتم توثيقه؛ أو تقديم تقارير أو أخطاء كبيرة في البحث أدت إلى نتائج تؤدي إلى بيانات تشهيرية.
إن العامل المشترك بين جميع الفضائح الصحفية هو أنها تشكك في نزاهة وصدق الصحافة. تحول هذه الفضائح التركيز العام والتدقيق إلى وسائل الإعلام نفسها. ولأن المصداقية هي العملة الرئيسية للصحافة، فإن العديد من وكالات الأنباء ووسائل الإعلام لديها قواعد سلوك صارمة وتنفذها، وتستخدم عدة طبقات من الإشراف التحريري لاكتشاف المشاكل قبل توزيع القصص.
ومع ذلك، في بعض الحالات، توصلت التحقيقات لاحقًا إلى فشل الضوابط والتوازنات الصحفية الراسخة في غرف الأخبار. في بعض الحالات، يفشل كبار المحررين في اكتشاف التحيز أو التشهير أو التلفيق الذي يدرجه أحد المراسلين في القصة. وفي حالات أخرى، تم حذف الضوابط والتوازنات أثناء الاندفاع للحصول على قصة إخبارية مهمة "عاجلة" للصحافة (أو على الهواء). علاوة على ذلك، في العديد من قضايا التشهير، كان من الممكن أن تحظى النشرة بالدعم الكامل من الرقابة التحريرية في حالة الصحافة الصفراء.